# Marija Ribič
Marija Ribič, slovenski političarka, * 1958.
Med 20. marcem 1997 in 31. marcem 1999 je bila državna sekretarka Republike Slovenije na Ministrstvu za obrambo Republike Slovenije.